# Movimento 19 de Abril
No ano de 1970, acontecem as eleições presidenciais colombianas: inicialmente Rojas Pinilla, da Aliança Nacional Popular (ANAPO), é considerado provável vencedor. Mas os boletins com os resultados das apurações são suspensos. Em 19 de outubro, é anunciada a vitória do conservador Misael Pastrana Borrero, por 150 mil votos de diferença. A ala mais radical da ANAPO, liderada por Carlos Toledo Plata, conclui ser impossível chegar ao poder pela via eleitoral e funda o Movimento 19 de abril (M-19), auxiliado por Maria Eugenia, filha de Rojas Pinilla.
O Movimento 19 de abril (M-19) foi uma organização de guerrilha urbana, surgida nos anos de 1970, formada por jovens de classe média desiludidos com a esquerda tradicional. A ideologia do movimento combinou nacionalismo e o marxismo heterodoxo, mas seu objetivo essencial era estabelecer uma real democracia na Colômbia. O M-19 transformou-se no principal alvo da ira do Exército Colombiano quando obteve sucesso numa das ações mais ousadas e — humilhantes para os militares — da história da guerrilha urbana da América Latina: o roubo de 7 mil armas do principal quartel de Bogotá sem disparar um único tiro. Por meio de um túnel de 80 metros, construído a partir de uma casa em frente ao quartel, o M-19 esvaziou o depósito de armas em dezembro de 1978. No local, foram deixadas pichações de protesto.
A resposta foi fulminante. Em duas semanas, nas maiores operações antiguerrilha já realizadas, o Exército recuperou a maior parte das armas e prendeu cerca de 200 militantes da organização. No entanto, o M-19 teimava em sobreviver e preparava novas ações de guerrilha. A maior delas ocorreu em 198,, quando um comando ocupou a embaixada da República Dominicana e tomou 60 reféns, entre eles 15 embaixadores.
O impacto propagandístico da tomada dos reféns, entre os quais estavam o embaixador americano Diogo Asencio e o brasileiro Geraldo Nascimento e Silva, foi enorme. Durante 60 dias o M-19 ocupou as páginas da imprensa mundial, até que o governo concordou em soltar guerrilheiros presos e pagar um milhão de dólares de resgate. A ação marcou o auge da organização, que nunca mais desfrutaria de sucesso semelhante com as armas e começaria a dilapidar seu prestígio político.
Por ironia, a decadência do M-19 começou quando o presidente Belisário Betancur aceitou dialogar com a guerrilha. O diálogo teve início em 198,, um ano depois da morte do fundador do M-19, Jaime Batemán Cayon. Em suas últimas entrevistas, Batemán sempre insistia na necessidade de um acordo de paz. Betancur apostou tudo no diálogo, chegando a participar de uma reunião secreta com líderes do M-19 em Madrid (Espanha).
Os militares inconformados com a iniciativa do presidente formaram esquadrões da morte e começaram a liquidar guerrilheiros indultados. O assassinato de Carlos Toledo Plata, médico e jornalista, outro dos fundadores da organização, pela extrema-direita, minou o processo de paz entre a guerrilha e o governo e reforçou a opção militarista do M-19.
Em 6 de novembro de 1985, guerrilheiros do M-19 ocuparam o Palácio da Justiça da Colômbia, no centro da capital, tomando como reféns dezenas de juízes, entre eles 23, do Supremo Tribunal, e advogados. Exigiam a presença do presidente Betancur no palácio para ser julgado por "crimes contra o povo colombiano". Exigiam, ainda, do governo, a divulgação das atas de verificação do acordo de paz assinado com a guerrilha e a revelação do conteúdo do último acordo com o FMI. Determinados a esmagar os guerrilheiros a qualquer preço, os militares deixaram claro desde o início que dessa vez não haveria negociação e não hesitariam em derrubar Betancur caso ele não concordasse. No dia 7, o Exército colombiano invadiu o Palácio da Justiça, provocando uma batalha de 27 horas, onde foram usados até tanques.Todos os 35 guerrilheiros do M-19 morreram. Da mesma forma que outros 65 reféns, entre eles os 23 juízes.
Quase aniquilado pela repressão no terreno militar e isolado por suas últimas ações, o M-19, no dia 13 de novembro de 1989, entrega as armas após 16 anos de luta, na qual morreram seus 22 fundadores e centenas de militantes. O local onde foi assinado a trégua com o governo: o remoto povoado de Santo Domingo escondido nas montanhas do Sul da Colômbia, a 700 km de Bogotá. No povoado estavam quase todos os guerrilheiros da organização. O dirigente máximo era Carlos Pizarro — que havia começado sua militância nas FARC (Forças Armadas Revolucionárias da Colômbia) — , encarregado de sepultar o passado militarista da organização e incorporá-la à institucionalidade. Posteriormente, o M-19 se converteu na Aliança Democrática, um partido eleitoral integrado ao sistema democrático; sua figura máxima é Antonio Navarro Wolf, que foi Ministro da Saúde do presidente César Gavíria.